# Rwamagana (distrito)
Rwamagana é um dos sete distritos da Província do Este, no Ruanda.